# Joyce Holden
Joyce Holden (eigentlich Jo Anne Heckert; * 1. September 1930 in Kansas City, Missouri; † 21. Januar 2022 in Encinitas, Kalifornien) war eine US-amerikanische Schauspielerin, die von 1950 bis 1958 in über 30 Filmen und Fernsehserien mitwirkte.

## Leben
Joyce Holden wurde 1930 in Kansas City geboren. Als Jugendliche modelte sie für ein Kaufhaus und besuchte das Kansas City Art Institute. In ihrem letzten Schuljahr zog Holden mit ihrer Familie nach Los Angeles und machte dort ihren Abschluss an der Hollywood High School. Anschließend studierte sie an der University of California und arbeitete als Model. 1948 gewann Holden den Wettbewerb zur Miss Southern California. Im Folgejahr wurde sie von einem Talentagenten entdeckt und zur Miss Television gekürt. Dies verhalf ihr zu einem Vorsprechen bei Universal Pictures.
1949 unterzeichnete Joyce Holden einen Vertrag mit Universal. Ihr Filmdebüt gab sie 1950 in der Komödie The Milkman an der Seite von Donald O’Connor und einer noch unbekannten Piper Laurie. Ihre erste größere Rolle erhielt Holden 1951 im Sportdrama Ausgezählt. Im Folgejahr spielte sie die weibliche Hauptrolle im Western Bronco Buster. Es folgten weitere Hauptrollen in Filmen wie dem Krimi Frauen in der Nacht im Jahr 1953. Nachdem im selben Jahr ihr Vertrag bei Universal ausgelaufen war, ließ Holdens Karriere nach. Sie arbeitete fortan vorwiegend im Fernsehen sowie als Model. 1958 beendete sie ihre Schauspielkarriere nach insgesamt 13 Filmrollen und mehr als 20 Auftritten in Fernsehserien. Den erhofften Durchbruch als Schauspielerin in Hollywood erreichte sie trotz einiger Rollen in größeren Filmproduktionen nie.
Joyce Holden war zweimal verheiratet. 1951 ehelichte sie den Liedschreiber Arnold Stanford, von dem sie sich 1958 scheiden ließ. Im selben Jahr heiratete sie den Immobilienmakler David P. Mannhalter, mit dem sie zuletzt in Kalifornien lebte. Holden und ihr Mann waren aktive Mitglieder bei den Zeugen Jehovas. Sie starb im Januar 2022 im Alter von 91 Jahren im kalifornischen Encinitas.

## Filmografie (Auswahl)
- 1950: The Milkman
- 1951: Target Unknown
- 1951: Ma and Pa Kettle Back on the Farm
- 1951: Ausgezählt (Iron Man)
- 1951: You Never Can Tell
- 1952: Bronco Buster
- 1953: Frauen in der Nacht (Girls in the Night)
- 1953: Murder Without Tears
- 1953: Private Eyes
- 1956: The Werewolf
- 1958: Sea Divers (Fernsehfilm)